# Bonéyan
Bonéyan est un village de la Région du Littoral au Cameroun, situé dans la commune de Bonaléa

## Population et développement
En 1967, la population de Bonéyan était de 26 habitants, essentiellement des Bankon (Abo). 